# Micromyrtus greeniana
Micromyrtus greeniana är en myrtenväxtart som beskrevs av Barbara Lynette Rye. Micromyrtus greeniana ingår i släktet Micromyrtus och familjen myrtenväxter. Inga underarter finns listade i Catalogue of Life.